# L'arcobaleno della vita
L'arcobaleno della vita è un saggio dell'etologo, biologo e divulgatore scientifico britannico Richard Dawkins.

## Edizioni
- Richard Dawkins, L'arcobaleno della vita, traduzione di Laura Serra, collana Saggi, Mondadori, 2001,  p. 299, ISBN 88-04-47261-8.